# Ах (Трир)
Ах (нем. Aach) — община в Германии, в земле Рейнланд-Пфальц.
Входит в состав района Трир-Саарбург. Подчиняется управлению Трир-Ланд. Население составляет 1075 человек (на 31 декабря 2010 года). Занимает площадь 6,96 км².
Город подразделяется на 3 городских района.